# Козель (Свентокшиське воєводство)
Козель (пол. Koziel) — село в Польщі, у гміні Ракув Келецького повіту Свентокшиського воєводства.
Населення — 121 особа (2011).
У 1975-1998 роках село належало до Келецького воєводства.

## Демографія
Демографічна структура на день 31 березня 2011 року:
|          | Загалом | Допрацездатний вік | Працездатний вік | Постпрацездатний вік |
| -------- | ------- | ------------------ | ---------------- | -------------------- |
| Чоловіки | 55      | 9                  | 40               | 6                    |
| Жінки    | 66      | 14                 | 39               | 13                   |
| Разом    | 121     | 23                 | 79               | 19                   |